# Hatlövetű kegyelem
A Hatlövetű kegyelem (eredeti cím: Forsaken) 2015-ben bemutatott amerikai–kanadai–francia filmdráma, amelyet Brad Mirman forgatókönyvéből Jon Cassar rendezett. A főbb szerepekben Kiefer Sutherland, Donald Sutherland, Brian Cox, Michael Wincott és Demi Moore láthatók.
Kanadában 2015. szeptember 14-én, az Amerikai Egyesült Államokban 2016. február 19-én mutatták be a mozikban.

## Szereplők
| Szereplő | Színész                 | Magyar hang          |
| --- | ----------------------- | -------------------- |
| John Henry Clayton | Kiefer Sutherland       | Szabó Sipos Barnabás |
| William Clayton tiszteletes | Donald Sutherland       | Barbinek Péter       |
| James McCurdy | Brian Cox               | Papp János           |
| Dave Turner | Michael Wincott         | Jakab Csaba          |
| Frank Tillman | Aaron Poole             | Zámbori Soma         |
| Mary-Alice Watson | Demi Moore              | Tóth Enikő           |
| Tom Watson | Greg Ellis              | Seder Gábor          |
| Kicsi Ned | Dylan Smith             | Varga Rókus          |
| Bob Waters | Chris Ippolito          | Potocsny Andor       |
| Daniel Peterson | Christopher Rosamond    | Koncz István         |
| Miller doki | Michael Therriault      | Vári Attila          |
| James Cleary | Brock Morgan            | Sörös Miklós         |
| Hank Plummer | Graeme Black            | Molnár Levente       |
| Mr. Harper | David McNally           | Maday Gábor          |
| Mr. Parsons | David Trimble           | Kapácsy Miklós       |
| Mrs. Chadwick | Kira Bradley            | Orosz Anna           |
| Clyde Burnett | Michael Mitchell        | Szokol Péter         |
| Ed Tealy | Justin Michael Carriere | Kántor Zoltán        |
| Mr. Jenkins | Donovan Workun          | Holl Nándor          |
| További magyar hangok |                         |                      |
| Bartók László, Berecz Kristóf Uwe, Bogdányi Titanilla, Bor László, Előd Álmos, Kis-Kovács Luca, Nemes Takách Kata, Papucsek Vilmos, Pupos Tímea, Renácz Zoltán, Téglás Judit |                         |                      |